# 1852 في فرنسا
فيما يلي قوائم الأحداث التي وقعت خلال عام 1852 في فرنسا.

## سياسة

### انتهاء فترة المنصب
- 2 ديسمبر – نابليون الثالث رئيس فرنسا.

## كتب
من الكتب التي صدرت هذه السنة في فرنسا:
- 1 يناير – غرازييلا من تأليف ألفونس دو لامارتين.

## مواليد

### يناير
- 1 يناير – أوغستين شاربنتييه
- 12 يناير – جوزيف جوفري عسكري فرنسي.

### يونيو
- 22 يونيو – ألبرت كاريه
- 28 يونيو – آنا فيكرز عالمة طحالب من المملكة المتحدة.

### يوليو
- 14 يوليو – جيمس دوايت لاعب كرة مضرب من الولايات المتحدة.
- 15 يوليو – ماري أميرة باتنبرغ كاتبة ألمانية.

### سبتمبر
- 2 سبتمبر – بول بورجيه كاتب فرنسي.
- 28 سبتمبر – هنري مواسان كيميائي فرنسي.

### أكتوبر
- 26 أكتوبر – جون يوجين بولاند رسام فرنسي.

### نوفمبر
- 22 نوفمبر – بول دو كونستنت سياسي فرنسي.

### ديسمبر
- 15 ديسمبر – هنري بيكريل فيزيائي فرنسي.

## وفيات

### يناير
- 6 يناير – لويس بريل (مواليد 1809)

### مارس
- 22 مارس – أوغست دو مارمون (مواليد 1774)

### أبريل
- 17 أبريل – أيتين جيرار (مواليد 1773)

### أكتوبر
- 5 أكتوبر – أخيل ريشار (مواليد 1794) عالم نبات فرنسي.

### ديسمبر
- 7 ديسمبر – لويس هياسنت بوافن (مواليد 1808) مستكشف فرنسي.